# Area naturale protetta di interesse locale Valle delle Fonti
La Valle delle Fonti, anche conosciuta come Via delle Fonti, è una area naturale protetta di interesse locale in provincia di Pisa. Essa è situata nel contesto dei Monti Pisani.
Il nome deriva dalla presenza, lungo il percorso che sale al monte, di numerose fonti dalle quali si dirama l'antico acquedotto mediceo pisano.

## Flora

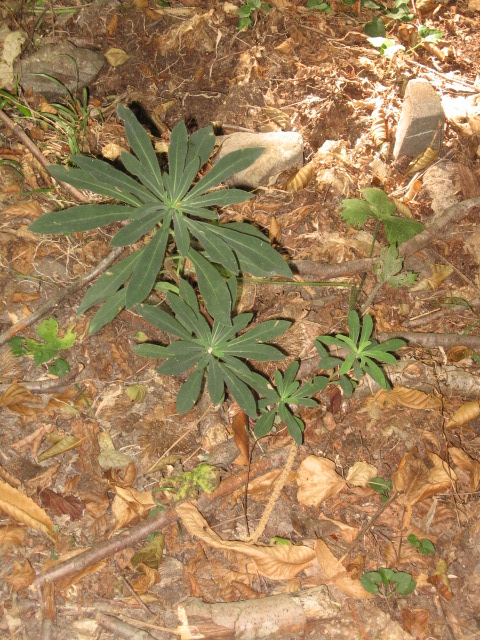
Euphorbia lungo il sentiero della Valle delle Fonti

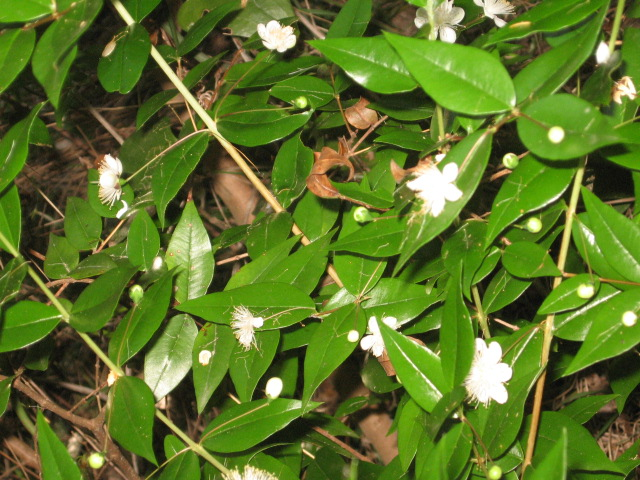
Myrtus communis lungo la Valle delle Fonti

La vegetazione dei Monti pisani presenta caratteristiche diverse in base alla esposizione al sole durante la giornata. Dalla parte lucchese a N/E si trova un sottobosco ed un microclima più umido, invece dalla parte pisana a S/O, influenzata anche dalla vicinanza del mare abbiamo un ambiente più assolato e secco. Nelle zone di bassa quota di tutta la catena montuosa si trovano diffusi i vigneti, quindi si incontrano terrazzamenti di olivi, e nelle quote più alte si trovano macchia mediterranea, pinete, castagneti, faggete e quercete.
L'azione continua dell'uomo ha modificato nel tempo le tipicità floreali dei Monti pisani. Questa azione modificatrice cominciata sin dall'inizio dell'era quaternaria, quando i Monti pisani erano per lo più occupati da leccete nelle zone più temperate, per lasciare posto ai complessi boschivi di caducifoglie nelle zone mesofile. Attualmente la copertura vegetazionale è rappresentata, a seconda del grado di occupazione umana, da boschi o garighe di sclerofille a dominanza di leccio, Quercus ilex L., boschi a castagno, pinete a pino marittimo, boschi misti di latifoglie, aree sottoposte a orticoltura e zone destinate a vigneti e oliveti. Le leccete sono estremamente ridotte e spesso costituite ormai per lo più da individui ridotti a cespugli o comunque di ridotte dimensioni.
Molto diffuse sono la felce mediterranea e il capelvenere, abbondanti lungo i corsi d'acqua della Valle delle Fonti,  l'euforbia e il mirto che costella tutto l'itinerario del percorso della Via fino a Mirteto.  Oltre a una quantità di piante da frutta inselvatichite tra cui fichi selvatici, sugheri monumentali e il Prunus cerasifera (ciliegia susina o Suregio o Mirabella o Mirabolana o Prugna Amolo, un antico ibrido naturale tra il susino e il ciliegio forse impiantato dalle comunità che abitavano la zona in passato).

## Fauna
Come tutti gli ambienti naturali che hanno subito trasformazioni da parte dell'uomo la zona dei monti pisani si caratterizza come ecomosaico o mosaico ambientale, cioè come una zona interessata da un incremento della diversità di forme vegetali e animali. In particolare, lo studio della composizione e delle interazioni ecologiche delle comunità di uccelli e mammiferi è ciò che maggiormente permette di valutare la diversità e la complessità degli ambienti risultanti dall'azione dell'uomo.
L'avifauna presente nel comprensorio dei Monti Pisani è caratterizzata da specie rilevate lungo l'intero anno solare. Nel corso delle ricerche tese a censire le popolazioni di uccelli nidificanti e svernanti in Toscana è stata attribuita al comprensorio la presenza di 16 ordini di uccelli e segnalati in particolare i seguenti esemplari: tuffetto, airone cenerino, tarabusino, garzetta, germano reale, fischione, alzavola, codone, poiana, gheppio, quaglia, fagiano, gallinella d’acqua, gabbiano reale, gabbiano comune e pavoncella, colombaccio, tortora, cuculo, rapaci notturni tra cui, molto diffuso nei centri abitati del comprensorio, il barbagianni Tyto alba, succiacapre, rondone, martin pescatore, upupa, torcicollo, picchio verde, picchio rosso maggiore, e almeno 57 specie di passeriformi.
La creazione di ambienti variamente coltivati e spesso frammisti ai boschi, caratteristica più diffusa sul versante pisano dove si trova il percorso della Valle delle Fonti, ha dato origine a zone di transizione tra due ecosistemi differenti che si influenzano vicendevolmente, in cui è attestata la presenza di un numero più elevato di specie animali. Anche molte specie che solitamente hanno i loro nidi o posatoi nel bosco utilizzano le risorse alimentari presenti nei coltivi e nelle aree marginali di transizione. È il caso di molti fringuellidi, turdidi, silvidi e uccelli predatori che si alimentano nelle aree coltivate dell'uomo. I rapaci notturni (barbagianni, allocco, civetta e assiolo) sono spesso avvistati negli ambienti umanizzati dove hanno insediato da lungo tempo anche i loro rifugi e nidi.
Il popolamento di mammiferi dei Monti Pisani è costituito anch'esso da specie legate alla presenza di ambienti umanizzati o seminaturali, di bosco o di aree limitrofe o aperte. Vi si trovano esemplari appartenenti a sei ordini ovvero il cinghiale, mammiferi predatori appartenenti alle famiglie dei mustelidi e dei canidi, la lepre, il pipistrello, il toporagno dai denti bianchi e dai denti rossi, oltre ai topi propriamente detti, ovvero il ratto, l'arvicola, presente soprattutto nella fascia planiziale meridionale, il ghiro e l'istrice.

## Strutture ricettive
Sede: Comune di San Giuliano Terme - Ufficio Ambiente - Via Niccolini 25 - 56017 San Giuliano Terme - Tel. 050819231/233/305/306

## Galleria d'immagini

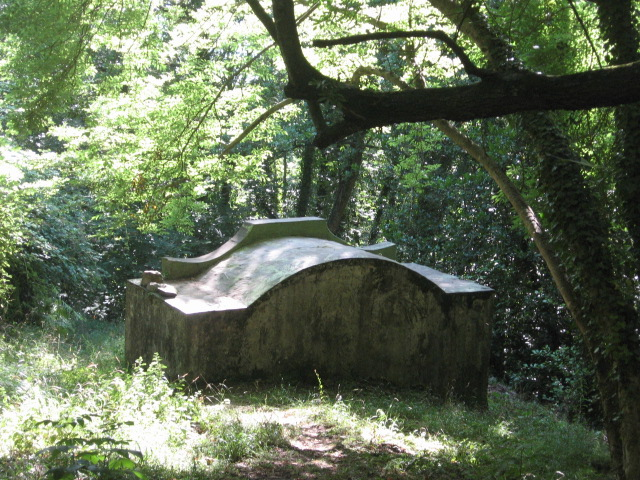
Edificio dell'antico acquedotto lungo la Via delle Fonti
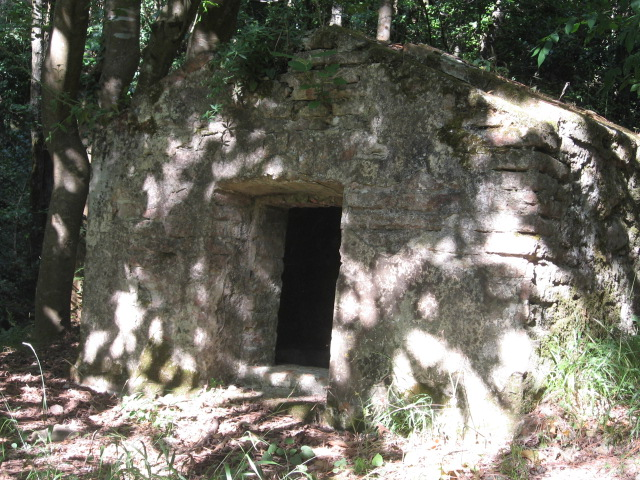
Vecchio edificio dell'acquedotto
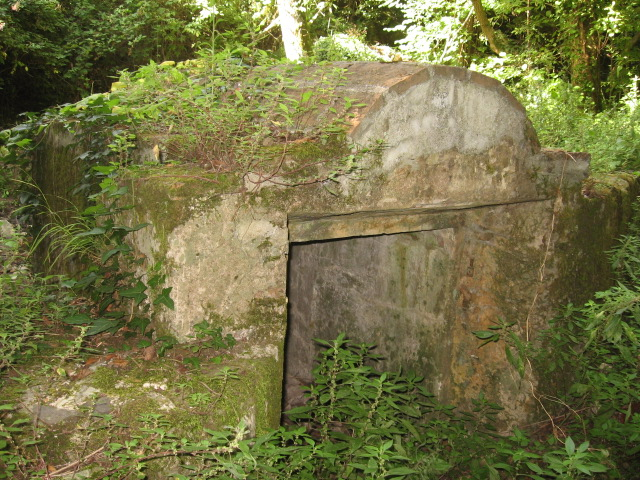
Antica costruzione dell'acquedotto mediceo
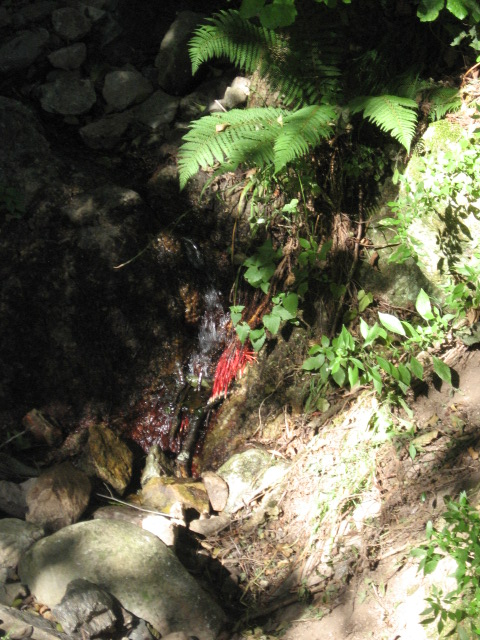
Vegetazione lungo la Via delle Fonti
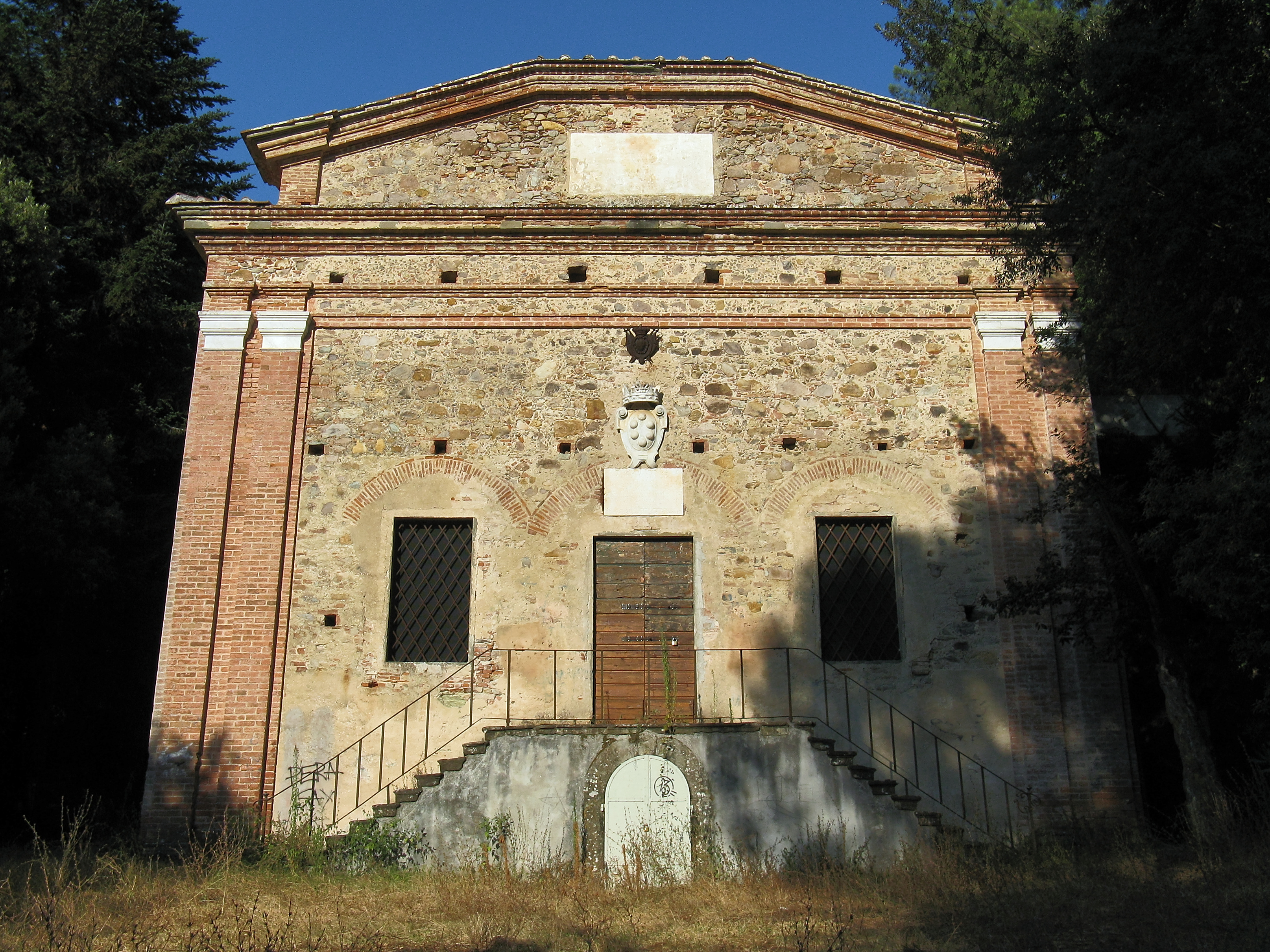
Il Cisternone per la raccolta delle acque